# رالف داي
رالف داي هو سياسي كندي، ولد في 21 نوفمبر 1898 في تورونتو في كندا، وتوفي بنفس المكان في 21 مايو 1976. انتخب عمدة تورونتو ‏ (1938 – 1940).